# Дерік Ленді
Дерік Ленді (народився 23 жовтня 1974) — ірландський письменник-фантаст та сценарист, найвідоміший за серією книг для підлітків Skulduggery Pleasant («Черептон Крутій»).

## Творчість
Два фільми, створені за його сценаріями, отримали премії IFTA (Irish Film and Television Awards) за  кращий сценарій. Сам Ленді також отримав IFTA з найкращий сценарій.
Ленді є шанувальником робіт Джосса Уедона, зокрема, «Баффі — переможниця вампірів» і фільмів Філіпа Пулмана «Темні матерії». Він також є шанувальником «Дівчата Гілмор» та «Доктор Хто».
Ленді написав оповідання, яке було присвячено «Десятому Доктору» — одному з персонажів серіалу «Доктора Хто». Оповідання стало частиною колекції коротких оповідань, створених до 50-річчю телесеріалу. Ця історія була опублікована в Puffin у 2013 році під назвою «Таємниця котеджів з привидами».

#### Skulduggery Pleasant[en](Черептон Крутій)
- Skulduggery Pleasant : Sceptre of the Ancients (квітень 2007 р.), англ.
- Skulduggery Pleasant: Playing With Fire (квітень 2008), англ.
- Skulduggery Pleasant: The Faceless Ones" (квітень 2009), англ.
- Skulduggery Pleasant: Dark Days (квітень 2010), англ.
- Skulduggery Pleasant: Mortal Coil (вересень 2010 р.), англ.
- Skulduggery Pleasant: Death Bringer (вересень 2011), англ.
- Skulduggery Pleasant: The End of the World (березень 2012), англ.
- Skulduggery Pleasant: Kingdom of the Wicked (серпень 2012), англ.
- Skulduggery Pleasant: Tanith Low in… The Maleficent Seven (березень 2013 р.), англ.
- Skulduggery Pleasant: Last Stand of Dead Men (серпень 2013), англ.
- Skulduggery Pleasant: Armageddon Outta Here (серпень 2014), англ.
- Skulduggery Pleasant: The Dying of the Light (серпень 2014), англ.
- Skulduggery Pleasant: Resurrection (червень 2017), англ.
- Skulduggery Pleasant: Midnight (червень 2018), англ.
- Skulduggery Pleasant: Bedlam (червень 2019), англ.

Роман було опубліковано в 2007 році, він став на стільки популярним, що права на його друк було продано вже в понад 20 країн. В 2018 році видавництво «АССА» видала українською першу книгу цієї серії — «Черептон Крутій: Посох Предвічних». В квітні було анонсовано вихід українською мовою другої книги серії — «Черептон Крутій. Гра з вогнем».

#### Demon Road (Дорога демонів)
- Demon Road (серпень 2015 р.), англ.
- Demon Road: Desolation (березень 2016), англ.
- Demon Road: American Monsters (серпень 2016), англ.

#### Різне
- Doctor Who: The Mystery of the Haunted Cottage (Доктор Хто : " Таємниця котеджів з привидами "), 2013, англ

## Особисте життя
Ланді народився 23 жовтня 1974 року в Луш, графство Дублін (Ірландія). У дитинстві він закінчив Drogheda Grammar School, а згодом навчався в Ballyfermot College. У нього також є чорний пояс з карате. До контракту з HarperCollins він працював на овочевій фермі своїх батьків.

## Нагороди
У 2008 році Ленді отримав нагороду Red House Children's Book Award . А книги з серії Skulduggery Pleasant: Playing with Fire, Mortal Coil and Last Stand of Dead Men здобули нагороду Irish_Book_Awards Irish Children's Book Award], у 2009, 2010 і 2013 роках Крім того, у 2010 році Skulduggery Pleasant: Sceptre of the Ancients був визнаний ірландською книгою десятиліття.

## Українські переклади
- «Черептон Крутій». — Харків: Видавництво «АССА», серія «Час фентезі», 2018. — 320 с. — ISBN 978-617-7385-57-7. Переклав Євген Лір